# HIV
A humán immundeficiencia-vírus vagy rövidítve HIV a retrovírusok közé tartozó két faj (HIV-1 és HIV-2) összefoglaló neve. A HIV-fertőzés okozza az AIDS (szerzett immunhiányos szindróma) betegséget. Az AIDS lefolyása során az immunrendszer fokozatosan, általában 9-11 év alatt leépül és a fellépő opportunista fertőzések, tumorok a beteg halálához vezetnek. A vírus leggyakrabban szexuális úton terjed és egyaránt megtalálható a vérben, az ondóban vagy a hüvelyváladékban. A nemi érintkezésen kívül a fertőzés átvihető vérátömlesztéssel, anyatejes szoptatással vagy a szülés során az anyáról átkerülhet az újszülöttre. A testfolyadékokban a HIV szabad vírusrészecskeként (virionként), valamint a fertőzött fehérvérsejtekben egyaránt megtalálható.
A HIV az immunrendszer alapvető működését garantáló T-limfocitákat (azon belül a CD4+ helper sejtekben), a makrofágokat és a dendritikus sejteket egyaránt képes megfertőzni. A fertőzés során a CD4+ sejtek száma fokozatosan csökken, míg olyan alacsony szintre esik, hogy a sejtes immunválasz gyakorlatilag megszűnik és a szervezet képtelen védekezni az olyan mikroorganizmusok ellen, amelyek támadását az egészséges immunrendszer könnyedén elhárítja: ebben a fázisban jelentkezik az AIDS.

## Biológiája

### Osztályozása
| Faj   | Virulencia  | Fertőzőképesség | Előfordulás   | Eredet         |
| ----- | ----------- | --------------- | ------------- | -------------- |
| HIV-1 | magas       | magas           | világszerte   | csimpánz       |
| HIV-2 | alacsonyabb | alacsony        | Nyugat-Afrika | kormos mangábé |

A HIV a retrovírusok (Retroviridae) családjának Lentivirus nemzetségébe tartozik. A lentivírusok morfológiailag hasonlóak és közös tulajdonságuk, hogy az általuk okozott betegségek krónikusak és a lappangási periódus is igen hosszú. Genomjuk egyszálú, pozitív szenzitású (vagyis a sejtben közvetlenül fehérjeátírásra használható) RNS, a vírusrészecskét lipidburok veszi körbe. Miután behatolt a gazdasejtbe, az RNS-genomot a vírus reverz transzkriptáz enzimje átírja kettős szálú DNS-sé, amely aztán beintegrálódik a gazdasejt saját DNS-ébe. Ebben az állapotában a vírus tetszőleges ideig látens marad, nem okoz tüneteket, de az immunrendszer sem képes felismerni. A kromoszómákba integrálódott vírus aktiválódhat, transzkripcióval RNS-másolatok képződnek róla, amelyek egyrészt az új vírusrészecskék genomjául szolgálnak, másrészt vírusfehérjék íródnak át róluk, amelyek virionná állnak össze, majd ún. bimbózással kiszabadulnak a sejtből (eközben megszerzik lipidburkukat) és a szaporodási ciklus újraindul. 
A HIV-nek két fő változata ismert, amelyeket külön fajként ismernek el: a HIV-1 és a HIV-2. Elsőként a HIV-1-et fedezték fel és eleinte limfadenopátiához társult vírus (LAV) vagy humán T-limfotróp vírus (HTLV-III) neveken is ismert volt. A HIV-1 virulensebb (agresszívebb) és könnyebben fertőz, mint közeli rokona; a világjárványért is alapvetően ez a faj felelős. Alacsonyabb fertőzőképessége következtében a HIV-2 ma alapvetően Nyugat-Afrikára korlátozódik, bár szórványosan világszerte előfordulhat.

### Szerkezete és genomja

A HIV szerkezete

A HIV szerkezetében némileg különbözik a többi retrovírustól. Nagyjából gömb alakú átmérője kb. 120 nanométer (60-szor kisebb egy vörösvértestnél). Két példányt hordoz egyszálú, pozitív-szenz RNS-genomjából; ezek kódolják 9 génjét. A genom egy kúpos alakú kapszidba van zárva, amely mintegy kétezer db p24 fehérjéből épül fel. Az RNS-molekulák a p7 nukleokapszid fehérjével kötődnek és mellettük találhatók a replikációs ciklus beindításához szükséges enzimek is: a reverz transzkriptáz, a proteáz, a ribonukleáz és az integráz. A kapszidot kívülről a p17 proteinekből álló mátrix veszi körbe; az egész viriont pedig kétrétegű lipidmembrán burkolja be (ez a gazdasejt sejthártyájából származik). A lipidburokba a HIV burokfehérje-komplexei ágyazódnak, amelyek egy külső, három gp120 glikoproteinből álló fejből és a komplexet a lipidmembránba lehorgonyzó, három gp41-ből álló nyélből tevődnek össze. A burokfehérje külső része kapcsolódik a leendő gazdasejthez és fuzionáltatja a vírus és a sejt lipidmembránjait, miáltal a kapszid bekerül a citoplazmába.
A virion felületén a burokfehérje az egyetlen virális eredetű protein, így ez a szervezet immunválaszának és a vakcinációs erőfeszítéseknek az elsődleges célpontja. A fehérje rendkívül erősen glikozilált, tömegének mintegy felét teszik ki a poliszacharid-molekulák. Feltehetően ezek védik a vírust az immunrendszer neutralizáló ellenanyagaitól. A burokfehérje-komplex szerkezetét röntgendiffrakciós és kriogén elektronmikroszkópos módszerrel egyaránt meghatározták. 

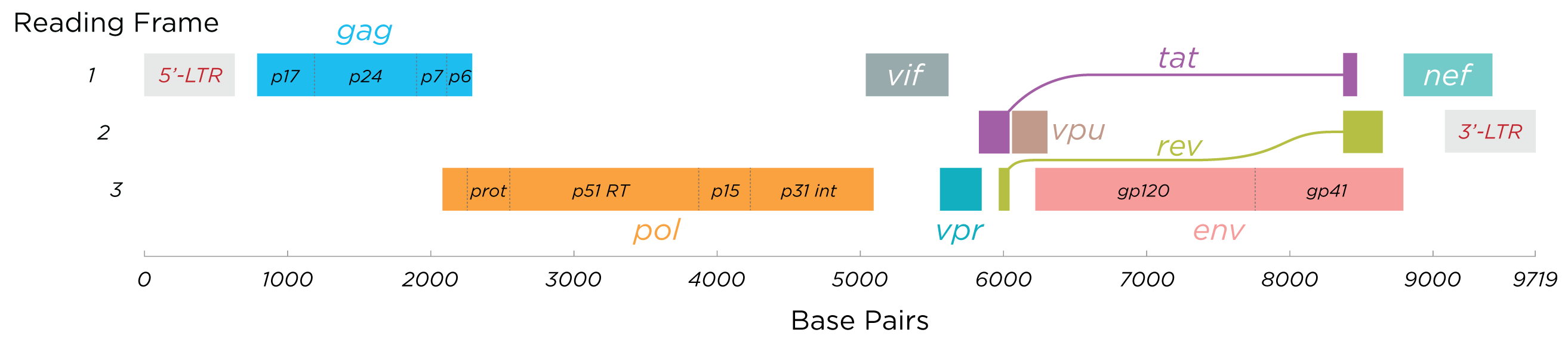
A HIV-1 genomjának felépítése

A vírus genomja legalább hét szabályozó és struktúrszekvenciát (LTR, TAR, RRE, PE, SLIP, CRS és INS), valamint kilenc gént (gag, pol, and env, tat, rev, nef, vif, vpr, vpu és néha egy tizedik tev, a tat, env és rev fúziójából) tartalmaz, amelyekről 19 különböző fehérje íródhat át. Három gén, a gag, pol és env kódolja a virion felépítéséhez szükséges proteineket (pl. az env-ról a gp160 fehérje íródik át, amelyet a sejt egyik proteáza gp120-ra és gp41-re vág szét). A többi hat gén, a tat, rev, nef, vif, vpr és vpu (vagy a HIV-2 esetén vpx) szabályozó fehérjéket termel, amelyek a vírus infekciós, replikációs képességeit befolyásolják.
A két tat-fehérje (p16 és p14) a vírusgének működését gyorsítja fel nagy mértékben azzal, hogy az LTR (long terminal repeat – hosszú szélső ismétlődő szakasz) régióhoz, illetve azon belül a TAR szabályozó struktúrához kapcsolódik. Érdekesség, hogy a hajtűszerű szerkezetű TAR a genomról leválasztva mikroRNS-ként kikapcsolja a gazdasejt apoptózist előidéző ERCC1 és IER3 génjeit. A rev fehérjéje (p19) a vírusgenom RRE szakaszához tapadva szabályozza annak a sejtmag és a citoplazma közötti transzportját. Avif proteinje (p23) gátolja a sejt belső, reverz transzkripciót akadályozó vírusellenes mechanizmusát).  A vpr terméke (p14) megakadályozza a sejtosztódást; megállítja a sejtciklust a G2/M ellenőrző ponton. A nef proteinje (p27) lekapcsolja a CD4 (a vírus elsődleges receptora) és a fő hisztokompetibilitási komplexek (MHC I és MHC II; ezek segítik az immunrendszert a vírusfertőzés felismerésében) termelését. A vpu-protein (p16) az új vírusrészecskék sejtből való kiszabadulását befolyásolja.

### Célsejtek

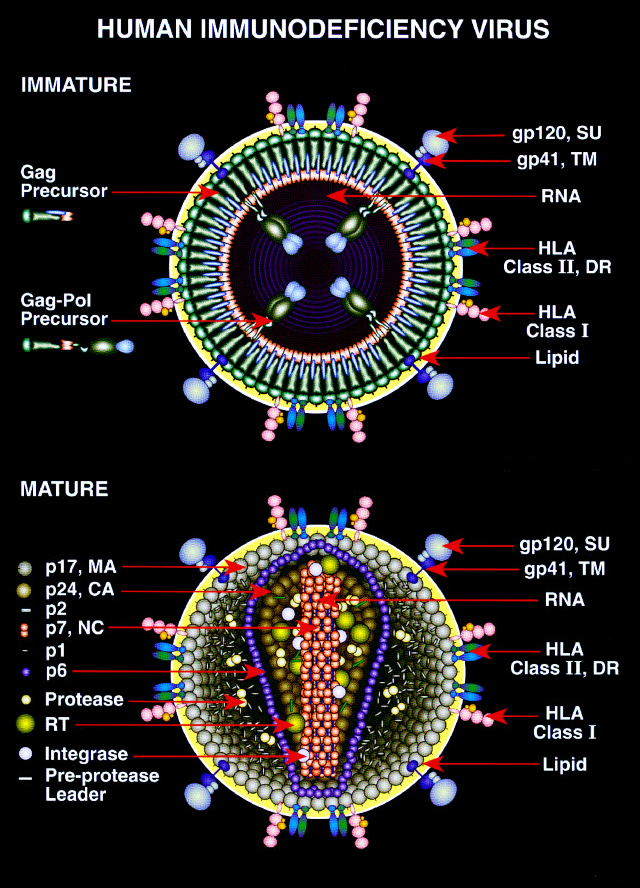
A HIV éretlen és érett virionja

A HIV az immunrendszer egyes sejtjeiben, a CD4+ helper T-limfocitákban, a makrofágokban és a mikroglia sejtekben képes szaporodni. A gazdasejthez való kapcsolódást a gp120 burokfehérje végzi, amely felismeri a sejten az elsődleges receptort, a CD4-et. A sikeres fertőzéshez egy koreceptorra is szükség van; ezt a szerepet egy kemokinreceptor végzi.
A tropizmus (célsejtfelismerés) alapján a HIV-törzseket két (illetve három) csoportba osztjuk. A makrofág-tróp, vagy szincíciumot nem indukáló törzsek a CCR5 kemokinreceptort használják a CD4 mellett koreceptorként és a makrofágokban és a CD4+ T-sejtekben egyaránt képesek replikálódni. Az új fertőzések szinte minden esetben ennek a változatnak a számlájára írhatók, genetikai altípustól függetlenül. Ennek oka, hogy a fertőzés korai stádiumában a makrofágok kulcsszerepet játszanak, valószínűleg ők a vírus első célpontjai a szervezetben; ezen kívül a betegség késői szakaszában a CD4+ sejtek megfogyatkozásával ismét szerephez jutnak. 
A T-sejt-tróp vagy szincíciumindukáló törzsek koreceptora a CXCR4 kemokinreceptor és elsősorban a T-limfocitákban szaporodnak, bár kisebb mértékben a makrofágokban is. A CXCR4-hez kapcsolódó SDF-1 kemokin csökkenti a receptor génjének kifejeződését a sejtben, így közvetve gátolja a vírus szaporodását. 
Ezenkívül ismertek ún. duál-tróp vírusok is, amelyek mindkét koreceptort igánybe tudják venni.  
A koreceptorok mutációja megváltoztathatja a fehérje szerkezetét és gátolhatja a vírus kapcsolódását, így rezisztenssé téve a hordozó személyt a HIV-fertőzéssel szemben. Az egyik legismertebb ilyen mutáció a CCR5-Δ32, amelyet a magyar lakosság 10-12%-a hordoz heterozigóta és 1%-a homozigóta formában; biztos védelmet csak az utóbbi jelent és csak a makrofág-tróp törzsekkel szemben.
A páciensekben mindkét (esetleg mindhárom) változat jelen van és tőlük átkerül az újonnan hagyományos úton (többnyire szexuális aktus vagyis nem pl. vértranzfúzió) útján megfertőzött személybe. Az infekció korai szakaszában a makrofág-tróp verzió van előnyben, amely több sejttípusban képes szaporodni. A fertőzés kései szakaszában általában megfigyelhető egy koreceptorváltás, amikor az agresszívabb, gyorsabban replikálódó T-sejt-tróp vírus kerül fölénybe, ami a T-limfociták számának felgyorsult csökkenését és az AIDS tüneteinek kialakulását hozza magával.
A HIV-2 kevésbé függ a koreceptoroktól, sőt esetenként CD4- sejteket is képes lehet fertőzni.

### Replikációs ciklus

A HIV replikációs ciklusa

#### Bejutás a sejtbe

A HIV behatolása a sejtbe: 1. A gp120 és a CD4 kapcsolódása 2. A gp120 konformációs változása lehetővé teszi a CCR5-tel történő kölcsönhatást 3. A gp41 tüskéje benyomul a sejtmembránba 4. A gp41 konformációs változása következtében közel húzza és egybeolvasztja a sejt és a vírus lipidmebránjait

A HIV behatolása a gazdasejtbe azzal kezdődik, hogy a virus burokfehérje-komplexének gp120 proteinje a sejtfelszíni CD4-hez kapcsolódik; ennek pontossága igen nagy. Ezután a komplex konformációja megváltozik, és hozzáférhetővé válik a gp120 koreceptorkötő doménje, amely így megkötheti a CCR5-öt vagy a CXCR4-et (típustól függően). A stabil vírus-sejt kapcsolódás létrejötte után a komplex nyelét alkotó gp41 N-terminális vége áthatol a sejtmembránon. A gp41 sejten kívül maradt része ekkor hajtű alakot vesz fel, amivel egymáshoz szorítja a sejt és a vírusburok lipidmembránjait, ami azok összeolvadásával jár és a víruskapszid citoplazmába kerülését eredményezi.

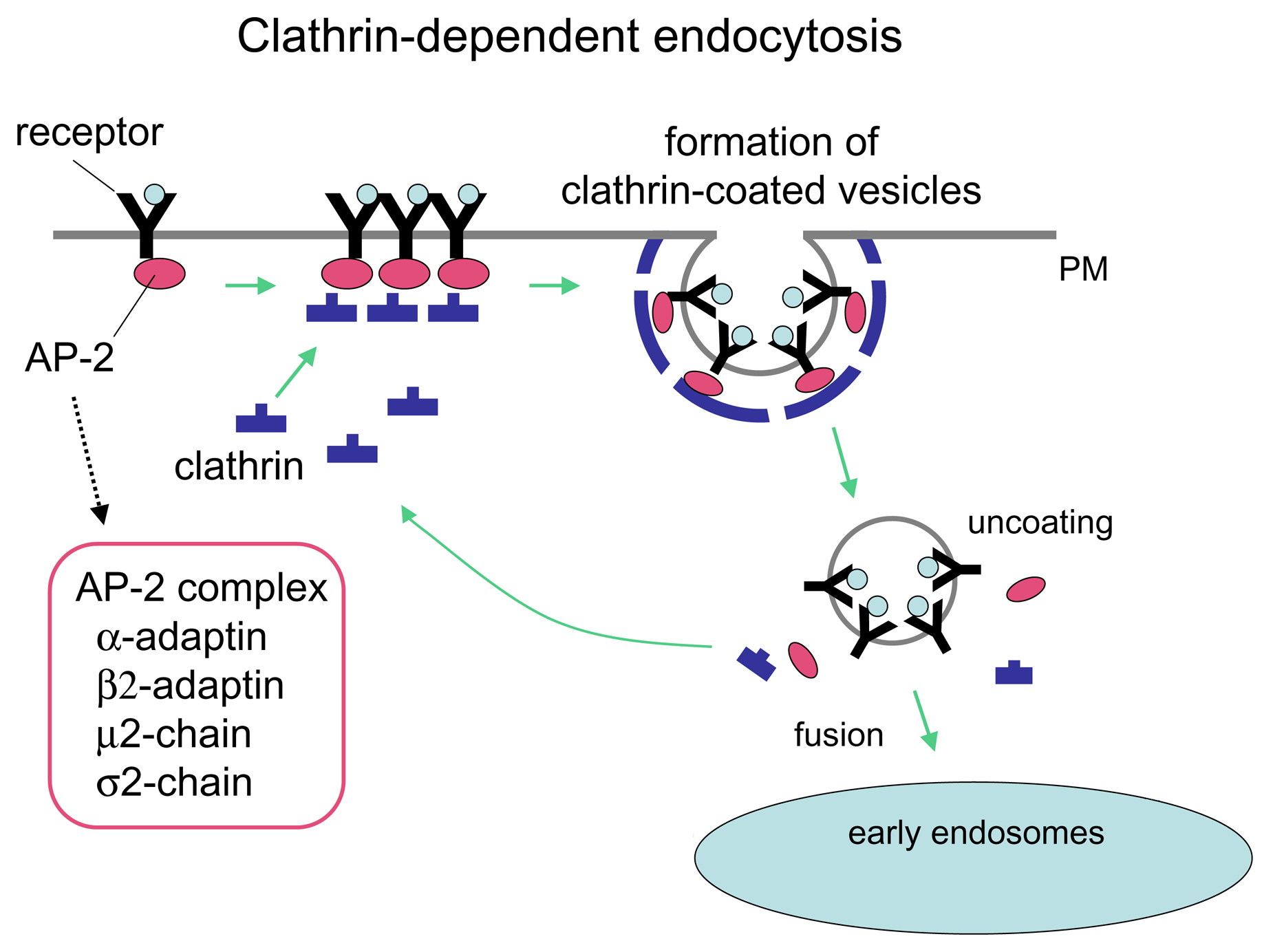
Klatrin-közvetítette endocitózis

A vírus a dendritikus sejteket általában a CD4-CCR5 úton fertőzi meg, de az a mikroorganizmusokat felismerő lektinreceptorai (mint pl. a DC-SIGN) segítségével be is kebelezheti a nyálkahártyára került viriont, amit aztán közvetlenül továbbíthat a hozzá kapcsolódó T-sejteknek. Bár sokáig úgy hitték, hogy a fertőzés kizárólag a sejtmembránon át történik, újabban bizonyították a klatrin-mediált endocitózis általi sejtbe kerülést is.

#### Replikáció és transzkripció

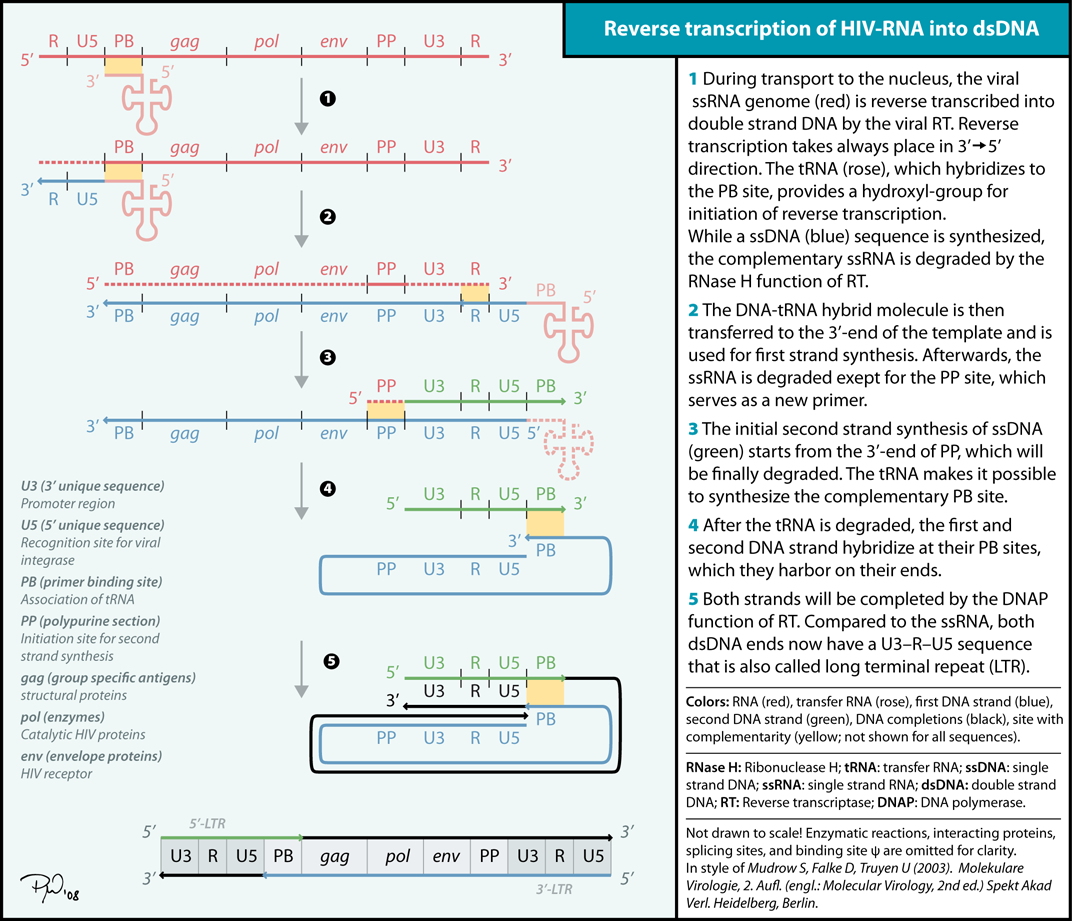
A HIV-genom kettős szálú DNS-sé történő átírása reverz transzkripcióval

Röviddel a sejtbe való bejutás után a kapszidba csomagolt virális reverz transzkriptáz enzim megkezdni az egyszálú RNS-genom átírását egyszálú DNS-sé. Az enzimnek nincs hibajavító funkciója, így viszonylag sok mutációt generál az átírás során, amely egyrészt sok defektív vírust eredményez, másrészt viszont lehetővé teszi a gyógyszerrezisztens mutánsok gyors kialakulását. A reverz transzkriptáz egyúttal lebontja az eredeti RNS-szálat, majd az új DNS-t kiegészíti kettős szálúvá. Ezt utána a sejtmagba szállítják, ahol a virális integráz enzim egy random helyre beilleszti a gazdasejt valamelyik kromoszómájába.
Az így beintegrált vírusgenom (ún. provírus) ezután aktívan termelni kezdheti az új kópiákat vagy rövidebb-hosszabb ideig alvó állapotban is maradhat. Aktivitásához bizonyos celluláris transzkripciós faktorok szükségesek, közülük is a legfontosabb az NF-κB (nukleáris faktor kappa-B), amely az aktivált T-sejtekben nagy mennyiségben van jelen. Így éppen azokat a sejteket pusztítja el a leggyorsabban és legbiztosabban, amelyekre a vírus elleni harchoz van szükség.
Az integrált provírus a sejt saját enzimjeivel RNS-kópiákat kezd készíteni saját magáról, amelyek közül néhány splicinggel érett mRNS-sé alakul át. Az mRNS transzportálódik a citoplazmába, ahol tat és rev szabályozóproteinek készülnek róluk. A tat meggyorsítja a genom átírását, a rev pedig a teljes hosszúságú, nem editált RNS-hez kötődve kiviszi azt a sejtmagból a citoplazmába. A teljes virális RNS-ek egy része mRNS-ként funkcionálva gag és env struktúrfehérjéket gyárt, míg mások az összeszerelődő virionokba csomagolódnak be, mint az új vírusrészecskék genomjai.
A HIV-1 és HIV-2 másképp csomagolja az RNS-t. A HIV-1 bármilyen megfelelő RNS-t beilleszt a virionba, míg a HIV-2 azt az mRNS-t preferálja, amelyről a gag poliprotein átíródott.

#### Rekombináció
A virionban az RNS-genom két példánya található. A szaporodás reverz transzkripciós lépése közben ezek a genomok rekombinálódhatnak egymással. Amikor az enzim az RNS-ről egyszálú DNS-t készít, a DNS a folyamat közben többször is RNS-szálat válthat; becslések szerint 2-20 alkalommal is. Mivel az eredeti két genom a magas mutációs ráta miatt több ponton is különbözhet egymástól (bár eredetileg egy forrásból származtak, ha csak a sejtet nem két különböző vírus fertőzte meg egyszerre) ezek a mutációknak szinte bármilyen kombinációja igen hamar előállhat.
A rekombináció olyan genetikai változatosságot hoz létre, amely segíti a vírust a gazdaszervezet immunrendszerének leküzdésében vagy a gyógyszerek elleni rezisztencia kialakításában. A szálváltás mechanizmusa feltételezések szerint eredetileg azt a célt szolgálta, hogy a sérült RNS-ekről egy működő DNS-genomot lehessen létrehozni; ez lehet annak hátterében is, hogy miért két példányt hordoz az RNS-ből a vírusrészecske. A másolási folyamat hibáin felül az immunrendszer védekezése folyamán is szabad gyökök keletkeznek, amelyek további sérüléseket, pl. töréseket okoznak az RNS-molekulákon; a szálváltás ezeket is kompenzálhatja. A megnövekedett genetikai változatosság végeredményben ennek a javító mechanizmusnak a mellékterméke.

#### Összeszerelődés és kiszabadulás

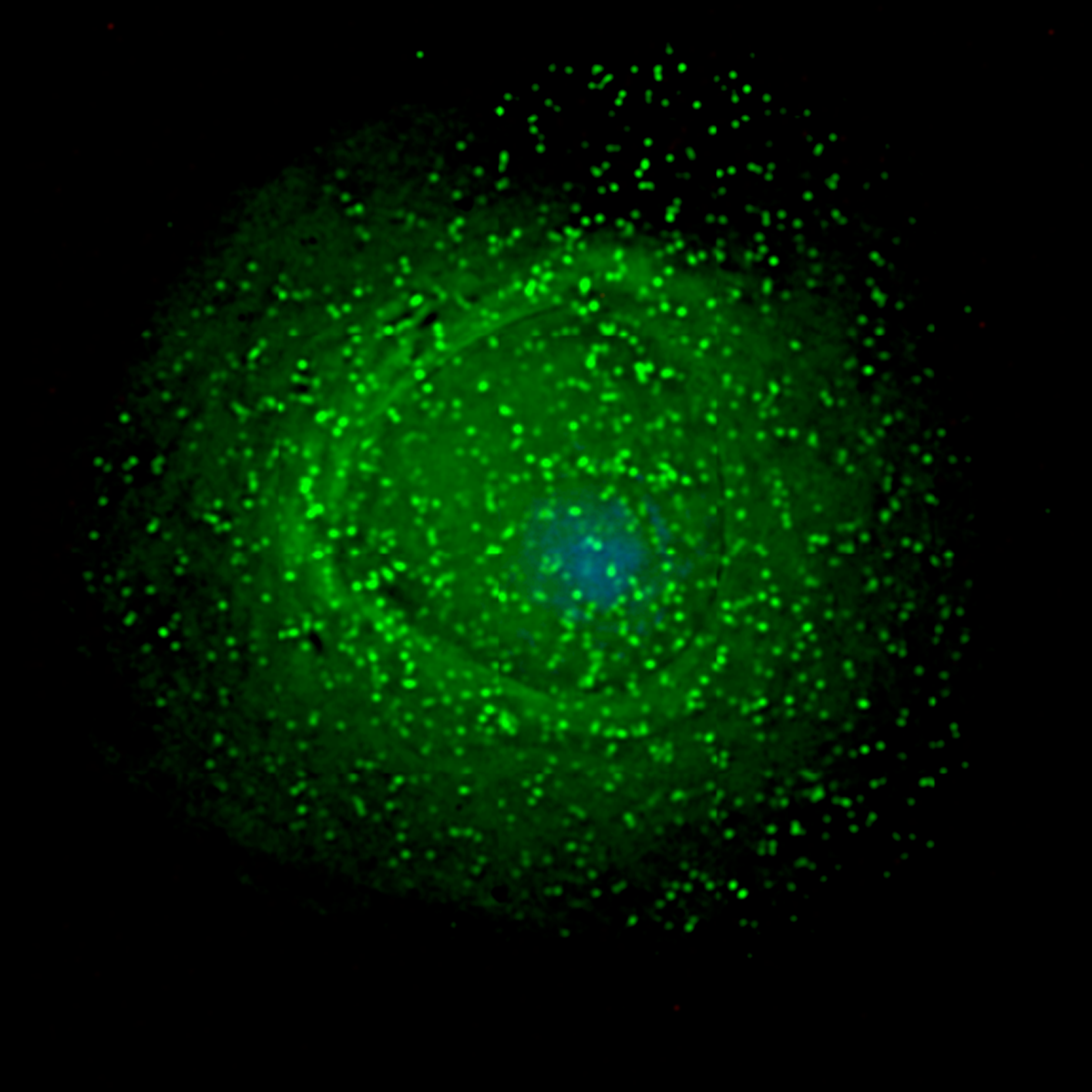
Zöld fluoreszcens festékkel jelölt HIV-virionok kiszabadulása egy makrofágból

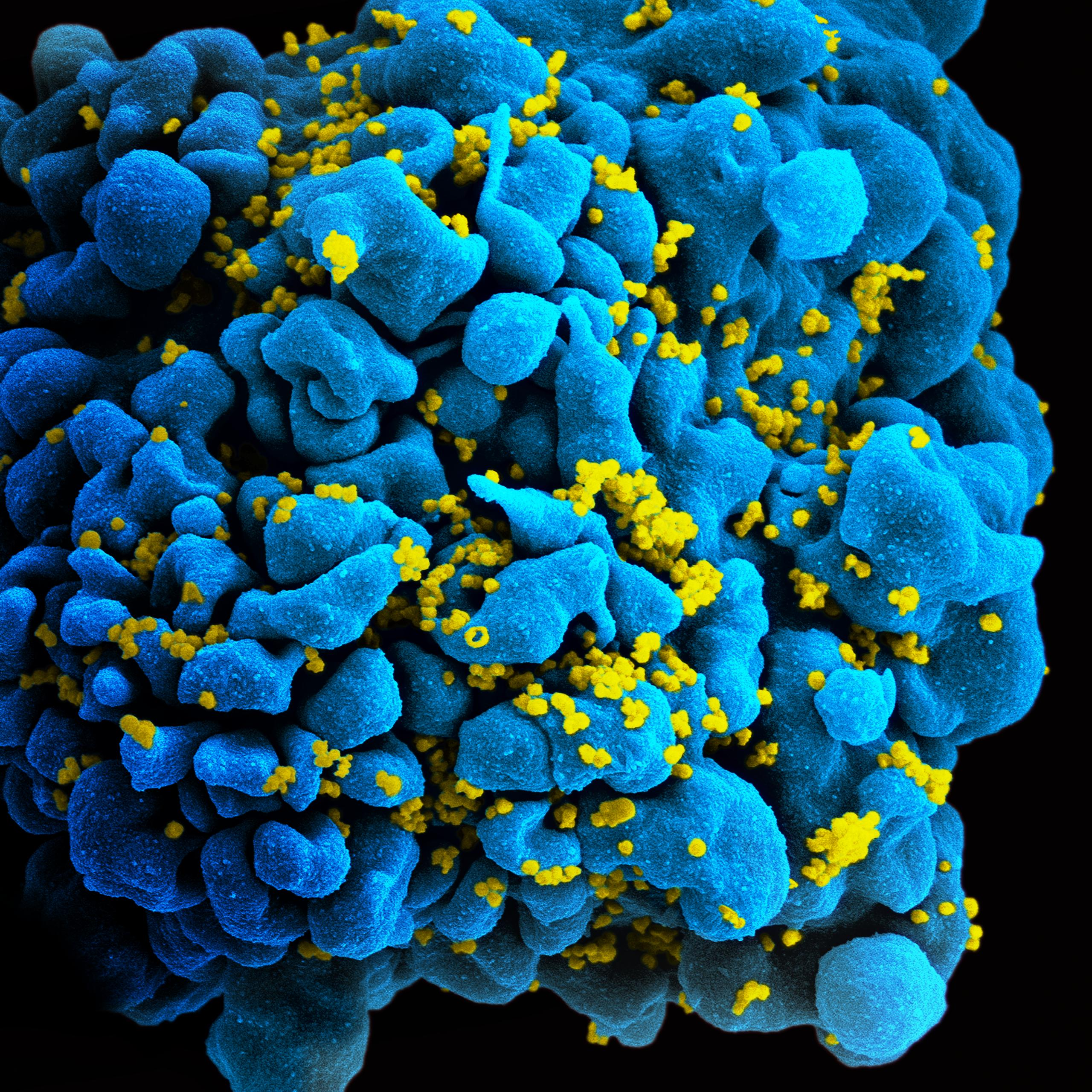
HIV-fertőzött T-sejt

A replikációs ciklus befejező lépése, az új HIV-virionok összeszerelődése a sejtmembrán közelében kezdődik. Az Env poliprotein (gp160) a riboszómákon való szintézise után bekerül az endoplazmatikus retikulumba, majd a Golgi-apparátusba, ahol a sejt furin proteáza kettévágja gp41-re és gp120-ra. Ezek a sejtmembránhoz transzportálódnak, ahol a gp41 a membránba ágyazódik, közben kötődve a gp120-hoz. A Gag (p55) és Gag-Pol (p160) poliproteinek és az RNS-genom is a membrán belső oldalához gyűlnek, amely a beágyazódott gp41-gp120 hatására bimbószerűen kitüremkedik, majd az éretlen virion kívül leválik a gazdasejtről. A belső poliproteineket a vírus becsomagolt proteáza vágja végső méretükre és egy érési folyamat végén jön létre a fertőzőképes vírus. Ezt a folyamatot lehet gátolni a proteáz-inhibítor jellegű antiretrovirális hatóanyagokkal.

### A HIV terjedése a szervezetben
A vírusfertőzés terjedésének hagyományos útja, amikor a megtámadott sejt virionokat bocsát ki és azok viszik tovább az infekciót. Újabban felismertek egy másik, közvetlen, sejtről-sejtre terjedő mechanizmust is. A korábban leírt hagyományos úton a megfertőzött T-sejtből újabb vírusrészecskék "bimbóznak" ki, kikerülnek a vérbe, más testfolyadékba vagy a sejtek közötti térbe, majd véletlenszerű találkozással újabb T-sejtet találnak maguknak. A HIV azonban közvetlen sejt-sejt kontaktussal is terjedhet, amelynek két mechanizmusa is ismert. Egyrészt a T-limfocita gazdasejt egy ún. virális szinapszissal kapcsolódhat egy másik T-limfocitához; másrészt pedig egy antigénprezentáló sejt, mint a makrofág (amelyben szintén lezajlik a vírusreplikáció) vagy dendritikus sejt (amely csak bekebelezi és hordozza a HIV-et)  közvetítheti a vírust egy T-sejt felé. Mindkét módszer jóval hatékonyabb a hagyományos fertőzési útnál. Több tényező is segíti ezt a hatékonyságot, pl. a vírusbimbózás észrevehetően eltolódik a sejt-sejt kontaktus irányába, a sejtek közelsége minimálisra csökkenti a folyadékfázisban töltött időt, valamint a célsejt receptorai is nagyobb koncentrációban találhatóak a kontaktzóna közelében. A sejtről-sejtre terjedés különösen fontos a limfoid szövetekben (nyirokcsomók), ahol a CD4+ T-sejtek szorosan egymás mellett helyezkednek el. A többféle terjedési mód lehetővé teszi a HIV számára, hogy antivirális hatóanyagok jelenlétében is szaporodhasson.

### Genetikai változatosság

A SIV és a HIV rokonsági csoportjai

A HIV abban is különbözik számos más vírustól, hogy rendkívüli magas genetikai változatossággal rendelkezik. Ez a diverzitás egyrészt gyors szaporodásának köszönhető (egy betegben kb. tízmilliárd új vírusrészecske keletkezik naponta), másrészt a genom másolását kísérő magas hibaszázaléknak (3 x 10−5 bázisonként, vagyis minden harmadik vírus mutációt hordoz), amit csak fokoz a reverz transzkriptáz rekombinációt segítő tulajdonsága. Mindennek következtében a páciensben naponta milliószámra jönnek létre a mutáns vírusok (bár a mutációk nagy többsége rontja a hatékonyságot). A helyzetet tovább bonyolítja ha valaki két vagy több vírustörzzsel is megfertőződik; ilyenkor a reverz transzkriptáz enzim szálváltó tulajdonsága miatt hibrid vírusok is keletkeznek.
A HIV közeli rokona, a SIV (simian immunodeficiency virus, majom immundeficiencia-vírus) evolúciója során számos törzsre vált szét, amelyek más-más majomfajt fertőznek. A szavannacerkófok vagy zöld cerkófok, valamint a kormos mangábé SIV-jei feltehetően már igen régen együtt élnek gazdaszervezeteikkel és alkalmazkodtak egymáshoz. A vírus nagy mennyiségben megtalálható a majmok vérében, de csak enyhe immunválaszt váltanak ki, és nem okoznak megbetegedést.
Ha azonban ezek a törzsek olyan faj képviselőjébe kerülnek, amely nem adaptálódott hozzájuk (mint a rhesusmajom vagy a közönséges makákó) az állatban immunhiányos szindróma alakul ki és a vírus is hasonló gnetikai diverzitást produkál, mint az emberi AIDS esetében. A HIV-1 legközelebbi rokona, a csimpánz SIV-je az állatokban AIDS-szerű tüneteket okoz, ezért úgy gondolják, hogy viszonylag nem régen ugrott át erre a fajra, amelynek még nem volt ideje alkalmazkodni a fertőzéshez. A csimpánz SIV-ben emellett a nef protein elvesztette egy funkcióját, amely a legtöbb SIV-ben megtalálható. A nem-patogén SIV-változatokban a nef elnyomja a T-sejtek aktivációját, a gyulladáskeltő citokinek és a T-sejt adott helyre irányítását kiváltó szignálproteinek termelését. A csimpánz-SIV-ben és a HIV-1-ben ezek a funkciók már nincsenek jelen, amely a T-sejtek számának erőteljes csökkenésével és immunhiányos állapot kialakulásával jár.
A HIV-1 en belül az env-protein alapján három csoportot különítek el: M, N és O csoportokat. Az M (major, fő) a leginkább elterjedt és további nyolc, némileg földrajzilag is elkülönülő altípusra vagy kládra osztják. A leggyakoribb altípusok a B (Észak-Amerika és Európa), az A és a  D (inkább Afrika), valamint a C (inkább Afrika és Ázsia). Ritka esetekben megfigyeltek kettős fertőzéseket is, amely során az altípusok hibridjei jöttek létre. Utoljára 2000-ben mértek altípus szerinti globális eloszlást; ekkor a fertőzések 47,2%-áért a C, 26,7%-ért az A, 12,3%-ért a B, 5,3%-ért a D szubtípus volt felelős. A kutatások zömét a B altípussal végzik. Egy 2009-es izolátum alapján feltételezik egy negyedik P csoport létezését is, amely a gorillákból származik.
A HIV-2 legközelebbi rokona a kormos mangábé SIV-je. Mivel a HIV-1 a csimpánzok SIV-jétől származik, a HIV-1 és HIV-2 csak viszonylag távolról rokon egymással.

## Kimutatása

A vírusszám (piros) és a CD4+ T-sejtek számának (kék) változása a vérben a HIV-fertőzés során

Mivel a vírussal való első találkozás és az AIDS tüneteinek jelentkezése között általában több év telik el, a HIV-pozitívak többsége nem tud fertőzöttségéről. Ezért a vérdonorok által adott vért és a vérkészítményeket minden esetben szűrik HIV-re.
A rutinszerű HIV-szűrés során ELISA (enzyme-linked immunosorbent assay) teszttel keresik a vérben a vírus elleni antitesteket. A teszt általában igen pontos, de mivel az ellenanyagok (immunglobulin G)  termelése csak a fertőzés után kb. két-három héttel indul meg, ebben az ún. ablakperiódusban fals negatív eredményt adhat. Az első tesztben pozitív eredményt adott mintákat még egyszer megvizsgálják és ha az is pozitív lesz, verifikációs eljárásra kerül sor, melynek során közvetlenül a vírust detektáló egyéb tesztekkel (pl. polimeráz-láncreakció, Western blot, vírusproteinre reagáló ELISA) igazolják a fertőzöttséget. Biztos pozitívnak csak az így verifikált esetek számítanak. Előfordulnak olyan minták, amelyek az ellenanyagtesztben ismételten is pozitívak, de a megerősítő vizsgálatokban nem, vagy csak nagyon gyengén: ezt általában valamilyen nem specifikus reakció okozza. Ilyen esetekben legalább egy hónappal később új mintából ismételt tesztelés javasolt.
A modern HIV-tesztek rendkívül pontosak, legalábbis az ablakperióduson túl. Az egyszeres tesztelés az esetek több, mint 99%-ában helyes eredményt ad, a kétlépeses protokoll esetében 1:250 ezer az esélye a fals pozitív eredménynek (alacsony kockázatú populációnál).
Magyarországon a Nemzeti Népegészségügyi Központban, a fővárosi és megyei kormányhivatalok HIV/AIDS tanácsadóiban és a bőr- és nemibeteg gondozókban lehet ingyenes, anonim HIV-szűrést kérni.

## Kezelés
A HIV-fertőzés kezelése antiretrovirális gyógyszerek kombinációjával történik, amelyek minimálisra csökkentik a vírusszaporodást, de kiirtani a szervezetből azt nem képesek. A hatóanyagok között találhatóak olyanok, amelyek a reverz transzkriptázt (ezek között megkülönböztetünk nukleozid és nem-nukleozid alapú szereket), a proteázt, az integrázt, vagy a vírus sejthez való kapcsolódását gátolják. A többszörösen rezisztens vírustörzsek kialakulásának megakadályozása érdekében a kombinációs terápia általában három darab, minimum két célpontot támadó hatóanyagból áll. A fejlett országokban, ahol a viszonylag drága terápia elérhető, a fertőzés már csak nagyon ritkán jut el az AIDS stádiumáig.
Mivel a HIV genomja integrálódik a gazdasejtébe és ott igen hosszú ideig inaktív lehet, az állandó gyógyszerezés mellett is elbújhat a T-sejtekben, dendritikus sejtekben vagy a makrofágokban és a terápia felfüggesztése esetén ismét beindul a vírusszaporodás. A terápia alatt álló HIV-pozitív személy szexuális úton már nem adja tovább a fertőzést.

## Felfedezése
Az AIDS betegséget először 1981-ben írták le az Egyesült Államokban. Az első esetek az intravénás kábítószer-használók és a homoszexuálisok közül kerültek ki, akikben a Pneumocystis carinii baktérium okozott tüdőgyulladást. Ez a fertőzés addig igen ritka volt és csak erősen immunhiányos betegek körében figyelték meg. A tüdőgyulladás mellett gyakran megjelent egy igen ritka bőrtumor, a Kaposi-szarkóma is. Az egyre szaporodó, ismeretlen eredetű megbetegedések miatt az Amerikai Járványügyi Ellenőrző és Megelőző Központ (Centers for Disease Control and Prevention, CDC) vizsgálatot rendelt el az új tünetegyüttes tanulmányozására. A betegség 1982-ben kapta az AIDS nevet, miután bizonyossá vált, hogy nem csak a homoszexuálisok és kábítószer-használók érintettek és a rájuk utaló korábbi elnevezésekkel (gay-related immunodeficiency, vagy 4H-betegség – a homoszexuálisokra, heroinhasználókra, hemofíliában szenvedőkre és haitiakra utalva) felhagytak.

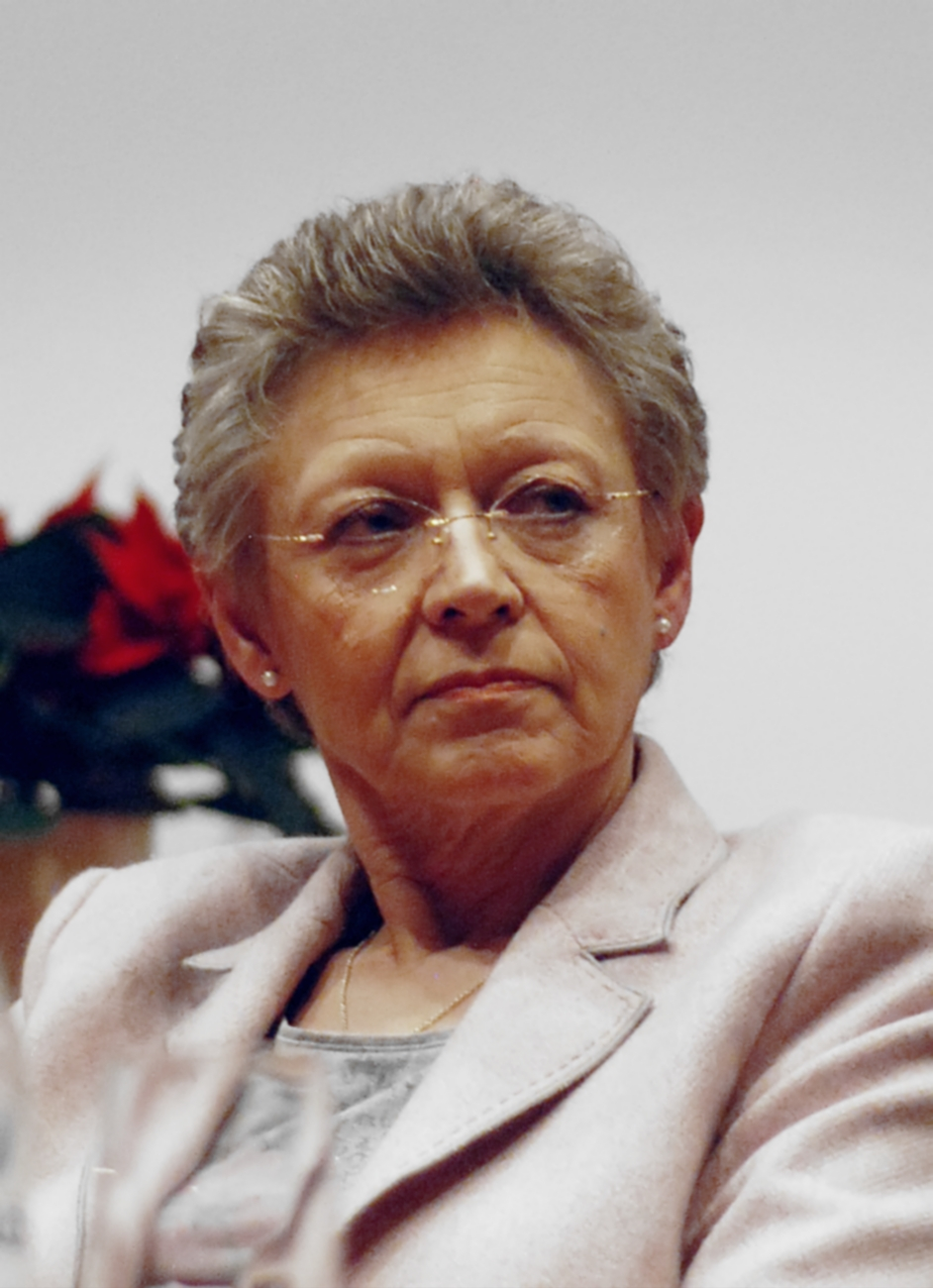
Françoise Barré-Sinoussi, a HIV egyik felfedezője

1983-ban két egymástól függetlenül dolgozó kutatócsoport – az amerikai Robert Gallo, valamint a francia Françoise Barré-Sinoussi és Luc Montagnier csapatai – bejelentette, hogy az AIDS-betegekben egy új retrovírust fedeztek fel. Mindkét közlemény a Science magazin ugyanazon számában jelent meg. Gallo szerint az általuk izolált vírus nagyon hasonlított a humán T-limfotróp vírusokhoz (HTLV-k) és a HTLV-III nevet adta az új fajnak. Montagnier és kollégái ezzel szemben azt állapították meg, hogy a kapszid belsejében lévő proteinek immunológiailag jelentősen eltérnek a HTLV-I-től és izolátumuknak a limfadenopátia-asszociált vírus (LAV) nevet adták. Később kimutatták a két vírus azonosságát és 1986-ban átnevezték azt HIV-re. 2008-ban Montagnier és Barré-Sinoussi orvosi Nobel-díjat kapott felfedezéséért (mint kimutatták, Gallo mintája eredetileg tőlük származott, így az amerikai kutató nem nyerte el a díjat). 
Montagnier-től és Gallótól függetlenül Jay Levy a San Franciscó-i egyetemen 1983-ban szintén azonosította a kórokozót, melyet AIDS-asszociált retrovírusnak (ARV) nevezett, és amely több szempontból jelentősen eltért a másik két csoport izolátumától így már a korai időszakban fény derült a vírus heterogenitására.
Magyarországon az első HIV-fertőzést 1985-ben diagnosztizálták egy hemofíliás, vérkészítményt kapott gyermeknél. Az első AIDS-ben szenvedő beteget 1986 decemberében fedezték fel (egy szombathelyi lakost, aki korábban bypass-műtéten esett át). 1987 volt az első olyan év, melyben AIDS-halálozás történt. (Összesen három, 1988-ban pedig már nyolc.)

## Eredete
A genetikai összehasonlítások alapján mind a HIV-1, mind HIV-2 Nyugat- és Közép-Afrikából származik, ahol majmokból került át az emberre zoonotikus fertőzés útján valamikor a 20. század elején.
A HIV-1 feltehetően a Kamerun déli részén vadon élő közönséges csimpánzok SIV-jétől ered. A HIV-2 legközelebbi rokona a Nyugat-Afrika tengerparti zónájában gyakori kormos mangábét fertőző SIV-törzs (SIVsmm). A Dél-Amerikában honos újvilági majmok rezisztensek a fertőzéssel szemben.
A feltételezések szerint a HIV-1 legalább háromszor ugrotta át csimpánz-ember faji korlátot és így jött létre három nagy altípusa, az M, N és O.

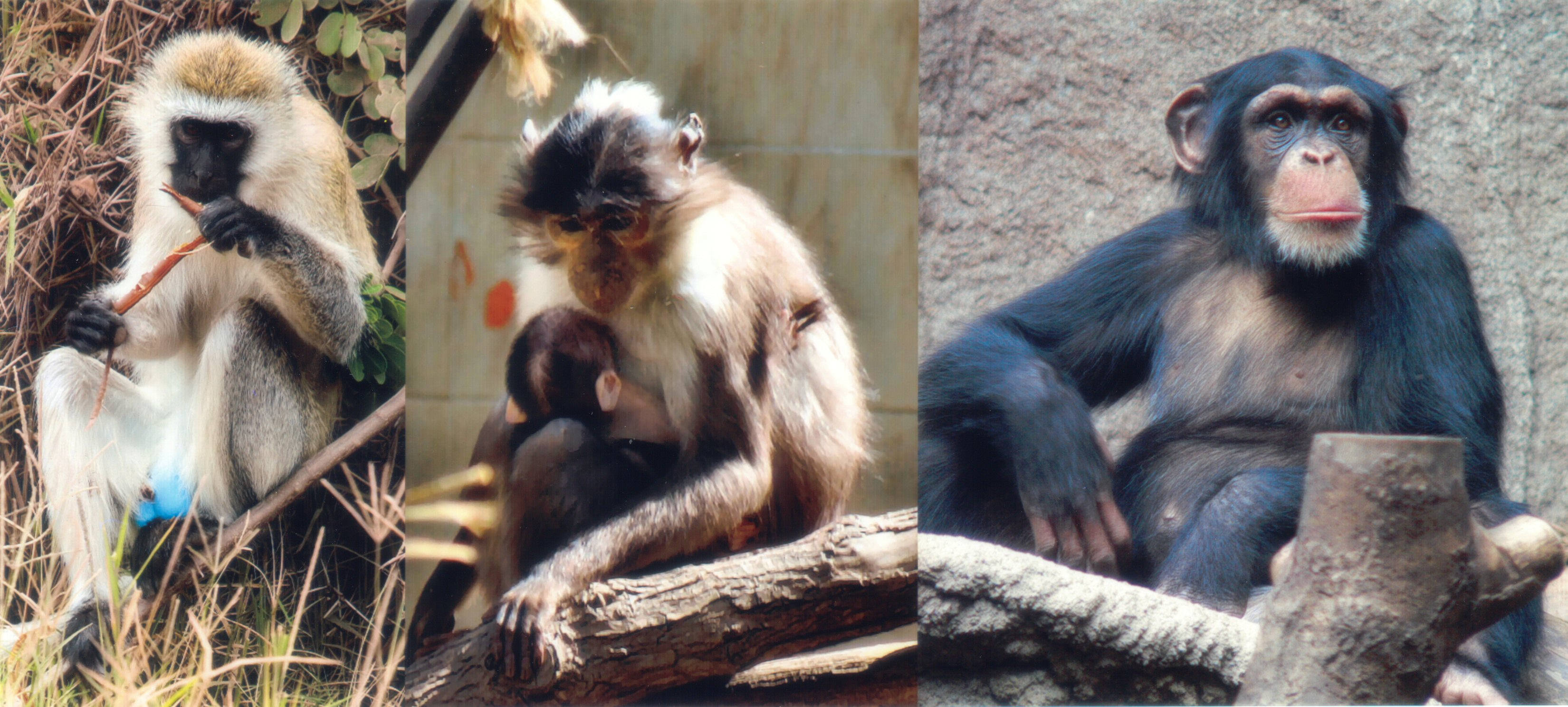
Balról jobbra: szavannacerkóf, kormos mangábé és csimpánz

Bizonyított, hogy vadon élő majmokat vadászó vagy elfogyasztó személyek időről időre megfertőződnek a SIV-vel, de immunrendszerük általában néhány hét alatt, különösebb tünetek nélkül legyűri a betegséget. A kutatók úgy vélik, hogy több, gyors egymásutánban következő emberről emberre történő transzmisszió volt szükséges a humán szervezethez alkalmazkodó HIV létrejöttéhez. Mivel a vírus szexuális úton viszonylag kis hatékonysággal terjed, feltételezik, hogy az egészségügyi ellátásban használt sterilizálatlan injekciós tűk biztosították ezt a lehetőséget és ezért nem jelentett egészségügyi kockázatot a SIV a 20. század előtt. A bizonyítatlan elmélet szerint a második világháború utáni tömeges vakcinációs programok tették lehetővé, hogy a vírus adaptálódhasson az emberhez és gyorsan elterjedjen.
A molekuláris genetikai vizsgálatok viszont az M alcsoport közös ősét 1910 körülre teszik. Ebben az időszakban a gyarmatosított afrikai országokban gyors ütemben nőtt a városi lakosság, megváltoztak a hagyományos társadalmak, megjelent a prostitúció és terjedőben voltak a fekélyeket okozó nemi betegségek, mint pl. a szifilisz. Utóbbi jelenlétében a HIV-fertőzés átadódásának lehetősége is jelentősen megnő. 1928-ban pl. a leopoldville-i nők 45%-a élt prostitúcióból és 1933-ban a város lakóinak 15%-a szenvedett a szifilisz valamelyik formájától.
Az első, lefagyasztott vérminta utólagos tesztelésével bizonyított HIV-pozitív eset 1959-ből, Belga-Kongóból származik. A nyugati világba is már egészen korán elkerülhetett, legalábbis erre utal egy tizenhat éves fiú esete, aki 1966-ban mutatta az AIDS tüneteit és aki 1969-ben meghalt.

## Fordítás
Ez a szócikk részben vagy egészben  a   HIV című angol Wikipédia-szócikk ezen változatának fordításán alapul.  Az eredeti cikk szerkesztőit annak laptörténete sorolja fel. Ez a jelzés csupán a megfogalmazás eredetét és a szerzői jogokat jelzi, nem szolgál a cikkben szereplő információk forrásmegjelöléseként.